# Henning Bay Nielsen
Henning Bay Nielsen (født 21. marts 1965) er en dansk tidligere konkurrenceroer og nuværende professor. I 2024 blev han udnævnt til klinisk professor i anæstesi ved Københavns Universitet med tilhørende overlægestilling ved Sjælland Universitets Hospital.

## Uddannelse og karriere
Nielsen er uddannet cand.med. fra Københavns Universitet. Han er uddannet speciallæge i anæstesi og uddannet i intern medicin. Han forsvarede disputats ved Københavns Universitet i 2003 og er forfatter til en række publikationer.   

## Roning
Han har vundet VM-sølv i otter ved VM i 1990 på Tasmanien, Australien. I 2005 blev han indvalgt i det internationale roforbund FISAs Sports Medicine Commission. Fra 2011 til 2021 var han forperson for Dansk Forening for Rosport.